# Morana (mitologija)
Morana je slavenska božica smrti i ponovnog rođenja prirode.

## Etimologija
Ime Morane je u vezi praindijske riječi "mara" što znači silom umrijeti. Naziv "morena" označuje strahotne sniježne lavine i ledenjake. U vrijeme ledenog doba boginja zime Morana bila je u službi divovskog silnika Leđana. Tada je Morana zaledila sve živo na zemlji, sve ljude i životinje, uključujući i divovske prahistorijske mamute.

## Predaja
Morana je boginja smrti i zime, pojavljuje se u raznim obličjima. Najčešći je lik lijepe djevojke crne kose, izuzetno bijele puti, vučjih očnjaka i kandža na rukama. Morana je letjela na metli i plovila na ljusci od jajeta i ove odlike će, kasnije, biti pripisane novom duhovnom biću – vještici.
Mnogi tumače da je njen drugi lik onaj Babe Jage (Baba Ruga, Baba Zima), ružne stare vještice. Stari Slaveni su vjerovali da sve zimske nepogode, studen, snijeg, led i smrt dolaze od Morane, te su je prozvali božicom smrti ljudskog, životinjskog i biljnog svijeta. U nekim slavenskim narodima postojao je običaj spaljivanja Morane ili Babe Ruge u znak da je zimska opasnost prošla. U Dalmaciji i Sloveniji taj se običaj i danas održava u obliku povorke maškara s lutkom Morane na čelu, koju se spaljuje u prisustvu mnoštva naroda. Moranina lutka je korištena u ritualima vezanim za umiranje i uskrsnuće u prirodi ili u dozivanju kiše.
Također se u slavenskoj mitologiji spominje da je Morana uživala nanositi patnju ljudima i životinjama. Ulazila je kroz ključanice u kuće, noću, da bi mučila ljude, najradije djecu, tako što ih je pritiskala i oduzimala im dah tokom sna. Time ih je, duhovno i tjelesno, slabila. Ova djelatnost Morane propraćena je uzrečicama: "Noćna mora", "Pritisla me mora", "Gušila me mora" itd, a ovi pojmovi su preneseni i na ostale ljudske nedaće, pa je u našem rječniku uspomenu na boginju Moranu (Moru) sačuvalo i nekoliko drugih izreka: "Mori me žed", "Mori me ljubav", "Smori me teret" i druge. A kad je u pitanju najgori oblik ispoljavanja boginje Morane, Srbi su zadržali o njemu izraz "Zavladala mora na ljudima" ili "Zavladala mora na stoci".
Znala se ušuljati u usnule domove i pojesti djecu i mladiće, a njezin poljubac je djevojke činio mahnitima i neobuzdano pohotnima. U proljeće Morani opadaju snaga i zloća,  tada ona, u liku prelijepe djevojke dugih kosa bijelih kao snijeg, izlazi na zemlju i zavodi mladiće svojim predivnim likom i umilnim govorom. Od njih traži iskrenu ljubav i pažnju ali nikada ne dobije to što želi.Te mladiće ne ubija kao ostale, već ih napušta ostavljajući u njihovim srcima beskrajnu tugu koja je odraz njezine i koja ih prati cijeloga života.
Kad bi se dogodilo da umre djevojka, onda su joj oblačili bijelu vjenčanicu, jer je bijela odjeća bila i Moranina, a pri pogrebu je korištena glazba. Pri svim pogrebima, rođaci i prijatelji umrle osobe su se obraćali Morani plačom, naricanjem i busanjem u prsa. Tom prilikom su se Moranina kultna mjesta obilježavala vrpcom ili poredanim belucima.                                                                                                                                                                                       Slaveni su se branili stavljanjem ispred kuće preslice, vretena i sjekire - okrenute prema istoku. Od nje su se branili i raznovrsnim amajlijama, bijelim lukom, cerovom mladicom s korijenom - koju su kitili, majčinom dušicom, kićenjem konja bosiljkom, hvatanjem ustima jajeta na koncu, stavljanjem jabuke sa zabodenim novčićem na grob i hranjenjem živine u krugu.
Kod Istočnih Slavena, Morana je boginja plodnosti, zaštitnica žena i ženskih poslova posebno predenja. Njen drveni idol postavio je knez Vladimir na brdu u Kijevu pored idola Peruna i ostalih bogova. Na sjeveru Rusije nazivaju ju i Mokuša i u legendama ju prikazuju kao ženu velike glave i dugih noktiju. Njen kult je, sudeći prema toponimima, bio raširen i kod Zapadnih Slavena.